# Trevor Anderson
Trevor Anderson (Belfast, 3 marzo 1951) è un allenatore di calcio ed ex calciatore nordirlandese, di ruolo attaccante.

## Carriera

### Club
Durante la sua carriera, durata dal 1971 al 1987, ha giocato con varie squadre di club, tra cui il Manchester United, dal 1972 al 1974.

### Nazionale
Conta 22 presenze e 4 reti con la Nazionale nordirlandese.

## Palmarès

### Giocatore

#### Competizioni nazionali
- Campionato nordirlandese: 7

Linfield: 1979-1980, 1981-1982, 1982-1983, 1983-1984, 1984-1985, 1985-1986, 1986-1987
- Irish Cup: 2

Linfield: 1979-1980, 1981-1982
- Gold Cup (Irlanda del Nord): 5

Portadown: 1971-1972
Linfield: 1979-1980, 1981-1982, 1983-1984, 1984-1985

### Individuale
- Capocannoniere del campionato nordirlandese: 2[1]

1983-1984 (15 gol, a pari merito con Martin McGaughey), 1985-1986 (14 gol)